# Facultad de Derecho (métro de Buenos Aires)
 (octobre 2024).
Facultad de Derecho est une station de métro à Buenos Aires, en Argentine. Terminus nord de la ligne H du métro de Buenos Aires, elle a ouvert le 17 mai 2018.

## Situation sur le réseau
La station est située à proximité de quatre lignes ferroviaires. En 2024 la ville de Buenos Aires étudie la possibilité de construire une gare de correspondance entre ces lignes et le métro H à cet endroit.